# Cmentarz wojskowy w Pembroke (Malta)
Cmentarz wojskowy w Pembroke (Malta) – cmentarz personelu wojskowego i ich rodzin. Znajduje się w pobliżu dawnych koszar św. Patryka (St Patrick's Barracks – obecnie St Clare's College) na obrzeżach Pembroke, przy Triq Adrian Dingli.
Pierwszym żołnierzem pochowanym na cmentarzu był saper F. Jarvis z 28 kompanii Royal Engineers, który zmarł 5 maja 1908. Większość osób pochowanych i upamiętnionych na cmentarzu to ofiary dwóch wojen światowych (ale głównie drugiej wojny światowej), wielu we wspólnych grobach. Ostatnia osoba pochowana na miejscu była cywilem, była to Maria A. Sammut, zmarła 15 września 2003. Istnieją łącznie 324 groby wojenne związane z pierwszą i drugą wojną światową; CWGC utrzymuje również 273 niewojenne groby.
Jedna grupa grobów i pomnik został wzniesiony w celu upamiętnienia maltańskich żołnierzy Malta Fortress Squadron, Royal Engineers, którzy zginęli bezpośrednio, lub później z powodu odniesionych obrażeń, gdy samolot RAF „Hastings” rozbił się na lotnisku El Adem w Libii 10 października 1961. Na cmentarzu pochowanych jest wielu innych żołnierzy-Maltańczyków.
Maltańskie cmentarze pod opieką CWGC stały się w 1978 centrum dyskusji, kiedy ówczesny premier Malty Dom Mintoff rozważał likwidację cmentarzy wojennych na wyspie; na szczęście groźba nigdy nie została spełniona.
Istnieje wiele cmentarzy i miejsc, którymi opiekuje się rząd brytyjski pod auspicjami CWGC, a na Malcie większe cmentarze grobów wojennych można znaleźć w następujących miejscach:
- Cmentarz wojskowy w Pietà
- Cmentarz Royal Navy w Kalkarze
- Cmentarz wojskowy Mtarfa w Attard
- Malta Memorial – Valletta (upamiętniający tych, którzy zginęli i nie mają grobów)